# Ebenaceae
Le Ebenacee (Ebenaceae Gürke, 1892) sono una famiglia di alberi dell'ordine Ericales, diffusi nelle regioni tropicali di tutto il mondo e nelle regioni temperate dell'Asia e del Nordamerica.
Di questa famiglia fanno parte i cachi.

## Descrizione
Le Ebenacee sono tutte piante legnose (alberi o arbusti). Le radici, la corteccia e il legno essiccato hanno un caratteristico colore nero (il colore dell'ebano, che ha dato nome alla famiglia).
Le foglie sono semplici, a margine intero.
I fiori hanno da 3 a 7 petali (di solito 4 o 5) e altrettanti sepali.
I frutti sono grosse bacche, in alcune specie commestibili.

## Tassonomia
La classificazione tradizionale collocava le Ebenaceae nell'ordine Ebenales.
La moderna classificazione APG colloca la famiglia nell'ordine delle Ericali.
La famiglia comprende 3 generi:
- Diospyros L. (778 specie)
- Euclea L. (16 spp.)
- Lissocarpa Benth. (8 spp.)